# Vespertilioninae
Vespertilioninae — підродина рукокрилих ссавців із родини лиликових. Підродина налічує 9 триб, 51 рід, 316 видів.

## Склад підродини
триба Incertae sedis
- рід Rhyneptesicus — 1 вид

триба Antrozoini
- рід Antrozous — 1 вид
- рід Bauerus — 1 вид
- рід Rhogeessa — 14 видів

триба Eptesicini
- рід Arielulus — 3 види
- рід пергач (Eptesicus) — 26 видів, зокрема у фауні України присутні 3 види
- рід Glauconycteris — 13 видів
- рід Hesperoptenus — 5 видів
- рід Histiotus — 11 видів
- рід Ia — 1 вид
- рід Lasionycteris — 1 вид
- рід Scoteanax — 1 вид
- рід Scotomanes — 1 вид
- рід Scotorepens — 4 види
- рід Thainycteris — 2 види

триба Lasiurini
- рід Aeorestes — 4 види
- рід Dasypterus — 4 види
- рід Lasiurus — 12 видів

триба Nycticeiini
- рід Nycticeius — 3 види

триба Perimyotini
- рід Parastrellus — 1 вид
- рід Perimyotis — 1 вид

триба Pipistrellini
- рід Glischropus — 4 види
- рід вечірниця (Nyctalus) — 8 видів, зокрема у фауні України присутні 3 види
- рід нетопир (Pipistrellus) — 31 вид, зокрема у фауні України присутні 4 види
- рід Scotoecus — 5 видів
- рід Scotozous — 1 вид
- рід Vansonia — 1 вид

триба Plecotini
- рід широковух (Barbastella) — 6 видів, зокрема у фауні України присутній 1 вид
- рід Corynorhinus — 3 види
- рід Euderma — 1 вид
- рід Idionycteris — 1 вид
- рід Otonycteris — 2 види
- рід вухань (Plecotus) — 17 видів, зокрема у фауні України присутні 2 види

триба Scotophilini
- рід Scotophilus — 19 видів

триба Vespertilionini
- рід Afronycteris — 2 види
- рід Cassistrellus — 2 види
- рід Chalinolobus — 7 видів
- рід Falsistrellus — 2 види
- рід гіпсуг (Hypsugo) — 17 видів, зокрема у фауні України присутній 1 вид
- рід Laephotis — 10 видів
- рід Mimetillus — 2 види
- рід Mirostrellus — 1 вид
- рід Neoromicia — 5 видів
- рід Nycticeinops — 7 видів
- рід Nyctophilus — 16 видів
- рід Pharotis — 1 вид
- рід Philetor — 1 вид
- рід Pseudoromicia — 7 видів
- рід Tylonycteris — 6 видів
- рід Vespadelus — 9 видів
- рід лилик (Vespertilio) — 2 види, зокрема у фауні України присутній 1 вид